# L'adultera (Bonanni)
L'adultera è un romanzo della scrittrice italiana Laudomia Bonanni, pubblicato per la prima volta dalla Bompiani nel 1964. Il romanzo vinse il Premio Selezione Campiello - Giuria dei Letterati e venne selezionato al Premio Strega, nonché tradotto in Francia nel 1965.

## Trama
Linda è una quarantenne bella e indipendente, che viaggia per lavoro attraverso l’Italia come rappresentante. Su di lei, nelle ventiquattro ore durante le quali si svolge il romanzo, si scagliano immagini dal passato e inquietudini del presente, mentre trascorre la notte nel vagone del treno che da Milano deve portarla a Napoli. Un marito grigio e arido, un amante vuoto e svagato, un molestatore tra i sedili, un furto ai suoi danni, le rimembranze dei torti inferti e subiti.

## Edizioni
- L'Adultera, Milano, Bompiani, 1964.
- L'adultera, Milano, Euroclub, 1975.
- L'adultera, Milano, Bompiani, collana “I delfini”, 1975.
- L'adultera, Roma, Elliot, 2016.